# Ideal Motor Vehicle Company
Ideal Motor Vehicle Company, vorher Friedman Automobile Company, war ein US-amerikanischer Hersteller von Automobilen.

## Unternehmensgeschichte
Der Florist Oscar J. Friedman und sein Freund Walter W. Robinson kauften die Sterling Cycle Works und experimentierten mit Kraftfahrzeugen. 1899 war ein Dreirad mit einem Ottomotor fertig. Daraufhin gründeten sie die Friedman Automobile Company in Chicago in Illinois. Sie planten die Produktion von Automobilen und Luftschiffen. Letztere blieben ein Traum. Die Partner erkannten, dass sie alleine in ihrem Werk nicht in der Lage waren, eine größere Anzahl von Fahrzeugen herzustellen. 1902 beauftragten sie die National Sewing Machine Company mit der Produktion von 525 Fahrzeugen. Der Markenname lautete Friedman. Die National Sewing Machine Company konnte nicht genügend Fahrzeuge liefern. Im April 1903 klagte Friedman auf 100.000 US-Dollar Schadensersatz.
Daraufhin sahen sich Friedman und Robinson nach einem eigenen Werk um. Etwa zu der Zeit änderten sie die Firmierung in Ideal Motor Vehicle Company und den Markennamen in Ideal. Noch 1903 endete die Produktion.
Es gab mehrere US-amerikanische Hersteller von Personenkraftwagen der Marke Ideal: Ideal Automobile Manufacturing Company, Richmond & Holmes Company, B. & P. Company, Ideal Motor Vehicle Company, Ideal Runabout Manufacturing Company, Bethlehem Automobile Company, Ideal Electric Vehicle Company, Ideal Shop und Bethlehem Motor Truck Company.

## Fahrzeuge
Die Fahrzeuge von 1900 und 1901 waren Dreiräder. Ein Zweizylindermotor mit 3 PS Leistung trieb sie an.
Die Fahrzeuge von 1902 bis 1903 hatten vier Räder. Sie hatten ebenfalls einen Zweizylindermotor, der allerdings 6 PS leistete. Eine Abbildung zeigt einen offenen Runabout mit Platz für zwei Personen. Gelenkt wurde mit einem Lenkhebel.